# Edsersloot
De Edsersloot, ook Edzersloot, Edsaertssloot, Elsensloot, Slochtersloot of Molensloot genoemd, was een klein scheepvaart- en ontwateringskanaal in het dorp Slochteren in de huidige gemeente Midden-Groningen. Het kanaal vormde een zijtak van de Slochter Aa en stond een tijdlang in verbinding met de Sijpe of Siepsloot. Vanaf 1786 ging het vermoedelijk fungeren als het ontwateringskanaal van de molenpolder De Ruiten. Door ruilverkavelingswerkzaamheden werd het kanaal ooverbodig en werd het omstreeks 1970 gedempt. De naam ging over op de nieuw aangelegde Edserweg te Slochteren.
De Sluchter Sloet wordt voor het eerst genoemd in 1483, toen die deel ging uitmaken van een beoogde scheepvaartverbinding van Groningen naar Westfalen. Bij de aanleg van de Nije Schipvaart of Spanjaardsdiep in 1585 werd het kanaal opnieuw in de internationale vaarverbinding opgenomen. Het gold toen als ein groeten sloet. Om de waterstand op peil te houden, bevond zich een schutsluis of verlaat bij de Groenedijk. Bij de Sijpe werd een tweede verlaat gebouwd, terwijl in 1589 een extra stel schutdeuren ter hoogte van de Veendijk werd geïnstalleerd om wateroverlast uit het Oldambt te voorkomen. Ter hoogte van de Hoofdweg bevond zich een brug over het kanaal, die later vermoedelijk Westertil werd genoemd (ter onderscheiding van de Oostertil over het Slochterdiep). De verbinding met de Sijpe kwam in 1612 te vervallen. In plaats daarvan werd omstreeks 1659 het Slochterdiep doorgetrokken. Het onderhoud werd geregeld in 1609 en vastgelegd in de Buiren wilcoer van de Edzerssloot uit 1676. Het onderhoud werd opnieuw geregeld door een uitspraak van de Hoge Justitiekamer in 1768. Het kanaal staat afgebeeld op de provinciekaart van Nicolaes Visscher uit 1680 en die van Theodorus Beckeringh uit 1781. In de 19e eeuw stond het kanaal vermoedelijk bekend als Elsen- of Elzensloot. De brug over de Edzersloot stond in de 18e eeuw bekend als de Westertil.